# École de Brienne
L'École de Brienne est un ancien établissement d'enseignement militaire situé à Brienne-le-Château (Aube).

## Histoire
À l’origine un couvent de Minimes destiné à l’éducation des enfants du pays de Brienne-le-Château, cet établissement fut converti en collège en 1730. En 1774, le zèle des moines, soutenu de la protection de l’archevêque de Toulouse, le ministre, et de celle de son frère, leur permit de donner plus d’étendue à l’enseignement. En 1776, le gouvernement fit choix de ce collège pour y établir une succursale de l’École militaire de Paris.
L’école militaire de Brienne fut supprimée en 1790 ; les bâtiments furent vendus aux enchères et démolis, mais le château bâti par Louis-Marie-Athanase de Loménie, comte de Brienne, ministre de la Guerre sous Louis XVI, n’a rien perdu de sa magnificence.
Le plus célèbre pensionnaire en est Napoléon Bonaparte. Entré à cette école peu avant ses dix ans, en avril 1779, il y resta jusqu’au 17 octobre 1784. Plus tard, son frère Lucien y fut également admis.
Lorsque, le 29 janvier 1814, la ville de Brienne fut le théâtre d’une bataille suivie d’un incendie qui en fit un monceau de cendres, Napoléon promit de rebâtir la ville, d’acheter le château, d’y fonder une résidence impériale et une école militaire. À Sainte-Hélène, il disposa par son testament, « qu’un million serait prélevé sur son domaine privé pour la ville de Brienne, et que deux cent mille francs seraient distribués aux habitants de Brienne qui avaient le plus souffert ».
Par arrêté du 29 juin 1933, les bâtiments de l'ancienne école militaire sont classés au titre des monuments historiques.

## Anciens élèves de Brienne
- Napoléon Bonaparte
- Lucien Bonaparte
- Louis Antoine Fauvelet de Bourrienne
- Jean-Charles Pichegru
- Charles Étienne Gudin, les mêmes années que Napoléon
- Charles de Mesnard, futur pair de France, les mêmes années que Napoléon,
- Joseph Louis Victor Jullien de Bidon
- Claude-Laurent Bourgeois de Jessaint
- Mansuit Courlet de Vregille (1767-1847)
- Jean Baptiste Breton
- Étienne Marie Antoine Champion de Nansouty
- Cyrille Jean Joseph Lavolvène, dit Chevalier de la Volvène